# Nybabouvism

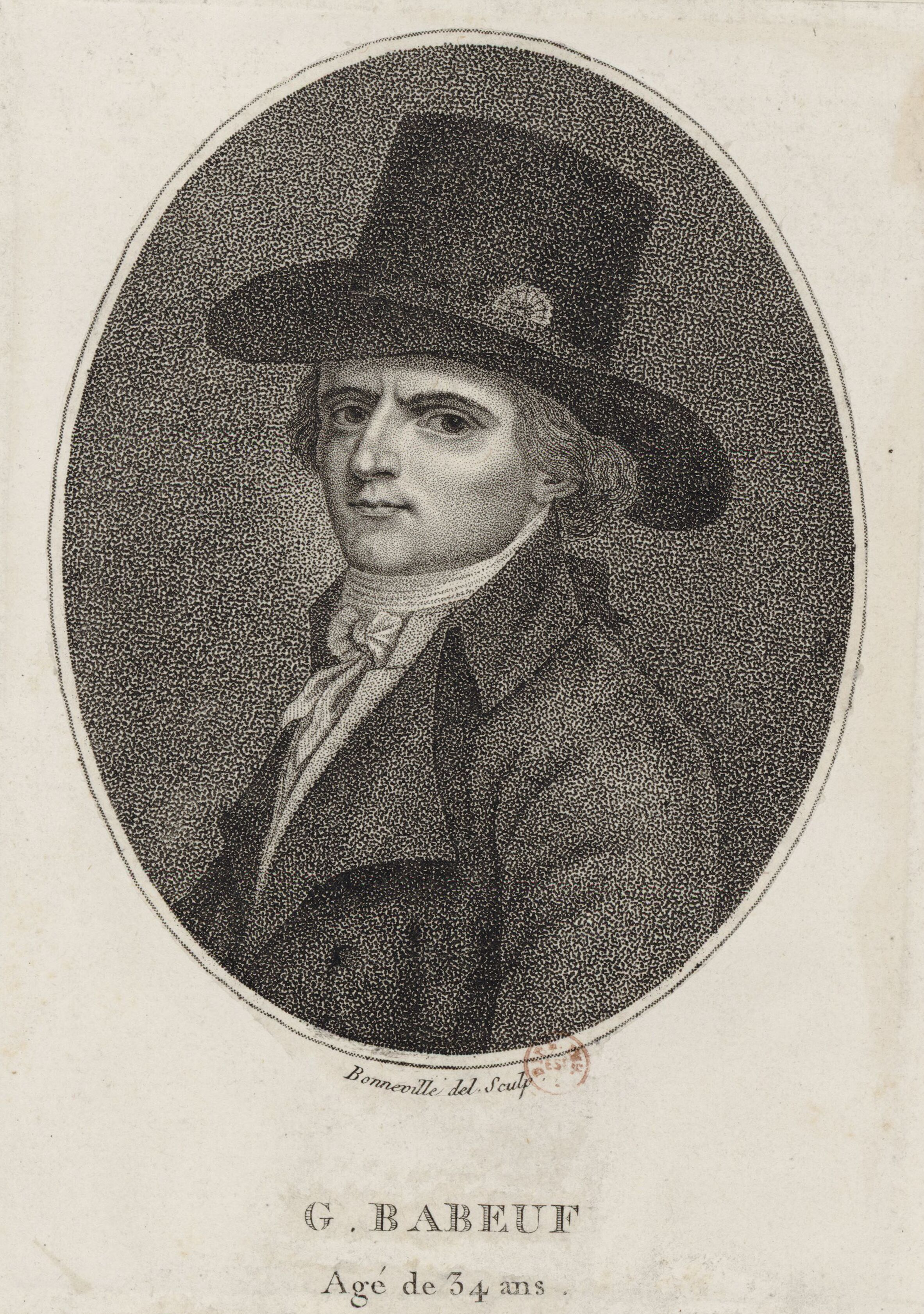
Nybabouvismen är uppkallad efter François-Noël Babeuf.

Nybabouvism, även nybabeuvism, var en revolutionär socialistisk strömning i 1800-talets Frankrike. Nybabouvismen ville återuppväcka François-Noël Babeufs teorier. Babeuf var en revolutionär agitator som tillsammans med sina anhängare försökte att störta direktoriet i maj 1796. Babeufs läror influerade bland andra Philippe Buonarroti, Théodore Dézamy, Richard Lahautière, Albert Laponneraye och Jean-Jacques Pillot. Emellanåt förknippas även Louis Auguste Blanqui med nybabouvismen.
Nybabouvisterna förordade bland annat ekonomisk kollektivism. Flera av de ledande nybabouvisterna deltog i revolutionerna 1848 samt i Pariskommunen 1871.